# Microsoft Product Activation
Windows Product Activation (ou WPA ; traduction littérale, activation de produit Microsoft) est une technologie de gestion des droits numériques utilisée par Microsoft dans plusieurs de ses logiciels, notamment son système d'exploitation Windows et sa suite bureautique Office. Il s'agit d'une mesure de lutte contre le piratage de logiciels qui renforce le contrat de licence utilisateur final.
Cette technologie vise à assurer la conformité au contrat de licence du programme en transmettant à Microsoft des informations sur la clé de produit utilisée pour installer le programme et sur le matériel informatique de l'utilisateur. Elle inhibe ou empêche complètement l'utilisation du programme jusqu'à ce que la validité de sa licence soit confirmée.
La procédure a été contestée par de nombreux consommateurs, des analystes techniques et des experts en informatique affirment qu'elle est mal conçue, très incommode et n'empêche pas vraiment le piratage de logiciels. Le processus a été contourné à plusieurs reprises.

## Processus

### Avant l'activation
Lors de l'installation d'une copie de Windows ou de la suite bureautique Office achetée au détail, l'utilisateur est invité à entrer une clé de produit unique fournie sur un certificat d'authenticité inclus avec le programme. Cette clé est ensuite vérifiée lors de l'activation du logiciel.
Il n'est pas nécessaire d'activer le programme immédiatement après l'installation, mais le programme doit être activé avant une échéance spécifique sinon il cesse de fonctionner correctement. Durant la période qui précède l'échéance, le programme rappelle à l’utilisateur qu'il doit l'activer, les avertissements devenant plus fréquents à l'approche de l'échéance.
Certaines versions de Windows et de Microsoft Office sont disponibles sous une licence de volume où une seule clé de produit est utilisée pour plusieurs installations. Les programmes achetés sous cette licence doivent être activés, à l'exception de Windows XP et de toutes les versions d'Office antérieures à Office 2010,,,. Les entreprises qui utilisent ce système de licence ont la possibilité d'utiliser les serveurs d'activation de Microsoft ou de créer et de gérer leur serveur d'activation.
Si Windows est préinstallé sur un ordinateur par un fabricant d'équipement d'origine (OEM), le système d'exploitation est activé automatiquement sans interactions avec l'utilisateur. Dans ce cas, la copie de Windows installée n'utilise pas la clé de produit figurant sur le certificat d'authenticité, mais plutôt une clé de produit maîtresse fournie aux fabricants d'équipement d'origine appelée une clé System Locked Pre-installation (traduction littérale, clé de préinstallation verrouillée par système). Lors de chaque démarrage, Windows vérifie la présence d'informations spécifiques stockées dans le BIOS par le fabricant, s'assurant ainsi que l'activation reste valide seulement sur cet ordinateur.

### Après la période de grâce
Si l'activation n'est pas effectuée dans le délai de grâce ou échoue en raison d'une clé de produit illégale ou invalide, les restrictions suivantes seront imposées à l'utilisateur :
- Avec Windows XP, Windows Server 2003 et Windows Server 2003 R2, après un délai de grâce de 30 jours, le système d'exploitation ne peut être utilisé que si le processus d'activation a été terminé avec succès[11],[12].
- Avec Windows Vista RTM, après une période de grâce de 30 jours, le système d'exploitation démarre dans un mode de fonctionnalité réduite. La fonctionnalité réduite varie selon que la période de grâce est écoulée ou que l'activation a échoué. Dans le premier cas, les jeux et des fonctionnalités haut de gamme comme Windows Aero sont désactivés et le système est redémarré toutes les heures. Dans le second cas, certaines fonctionnalités premium sont désactivées et certains contenus de Windows Update ne sont pas disponibles[13],[14].
- Avec Windows Vista SP1, Windows Vista SP2, Windows 7, Windows Server 2008 et Windows Server 2008 R2, après un délai de grâce de 30 jours (60 jours pour Windows Server 2008), le système d'exploitation affiche un message dans le coin inférieur droit de l'écran indiquant que la copie de Windows n'est pas valide, affiche un arrière-plan de bureau noir, autorise uniquement le téléchargement des mises à jour critiques et de sécurité à partir de Windows Update et rappelle périodiquement que le système d'exploitation doit être activé. Cependant, le système d'exploitation fonctionne autrement normalement[4],[13],[15],[16],[17].
- Avec Windows 8, Windows 8.1, Windows 10, Windows Server 2012, Windows Server 2012 R2 et Windows Server 2016, la période de grâce de 30 jours a été supprimée. Si le système d'exploitation n'est pas activé, un filigrane affiche l'édition de Windows sur le bureau (sans toutefois demander de l'activer) et les fonctionnalités de personnalisation sont désactivées. Une notification plein écran demandant d'activer le système apparaît périodiquement, environ une fois chaque 6 heures. Toutefois, le système d'exploitation fonctionne autrement normalement.
- Avec Office XP, Office 2003, Office 2007, Office 2010 et Office 2013, après une période de grâce de 30 à 60 jours pour Office 2010, de 14 à 60 jours pour Office 2013 ou 25 démarrages du programme pour Office 2007 et 50 démarrages pour Office 2003 et XP, les programmes entrent dans un mode de fonctionnalité réduite où les fichiers peuvent être visualisés, mais pas édités[2],[7],[18],[19],[20].

Lors de l'activation, le programme enregistre des données de vérification dans l'ordinateur de l'utilisateur. Par la suite, si l'ordinateur est démarré avec des changements matériels importants, le programme exigera probablement une réactivation pour empêcher que la même copie du programme soit installée sur deux ordinateurs.
Sur Windows 10, le processus d'activation peut générer un « droit numérique » qui consiste en l'enregistrement sur les serveurs d'activation d'une description du matériel installé sur l'ordinateur et du statut de la licence. Le droit numérique permet le rétablissement automatique de la licence du système d'exploitation après une installation propre sans qu'il soit nécessaire d'entrer une clé de produit,.

### Durant l'activation
L'activation est réalisée avec un utilitaire fourni avec Windows et Office appelé l'assistant d'activation (Activation Wizard). L'activation peut être réalisée soit sur Internet ou par téléphone. Lors de l'activation sur Internet, l'assistant d'activation transmet automatiquement aux serveurs de Microsoft et reçoit des données de vérification de ces mêmes serveurs, complétant le processus d'activation sans interactions de l'utilisateur. L'activation par téléphone nécessite qu'un utilisateur et un agent de Microsoft échangent verbalement des informations. Dans ce cas, un ID d'installation est généré par l'ordinateur et est ensuite lu à l'agent. L'agent vérifie l'information fournie, puis transmet un ID de confirmation, qui est tapé par l'utilisateur dans l'assistant d'activation.
L'assistant d'activation génère des données de vérification principalement en fonction des informations sur le matériel de l'ordinateur. Sous Windows XP, des informations sur les huit catégories suivantes de matériel étaient incluses :
- la carte graphique ;
- l'adaptateur IDE ;
- l'adaptateur SCSI ;
- la carte réseau (son adresse MAC) ;
- la mémoire vive (sa taille);
- le type de processeur et son numéro de série ;
- le disque dur (son numéro de série) ;
- le disque optique.

La vérification est également basée sur la clé de produit entrée lors de l'activation. Dans certains cas, la clé de produit est vérifiée par rapport à une liste de clés illégales connues.
Certaines copies de Windows et d'Office vendues au détail dans des pays classés comme des marchés émergents sont munies de restrictions d'activation géographiques. Ces copies ne peuvent être activées que dans la région indiquée.

### Après l'activation
Si l'activation est complétée avec succès, l'utilisateur peut utiliser l'application sans problème ni obstacle.

## Utilisation
Les tableaux suivants fournissent diverses informations sur l'activation des produits Windows et Office, en précisant si le produit offre l'activation d'une licence de vente au détail ou en volume, ainsi que l'existence de restrictions géographiques.

### Windows
| Version de Windows  | Activation au détail | Activation en volume | Restrictions géographiques |
| ------------------- | -------------------- | -------------------- | -------------------------- |
| Windows XP          | Oui                  | Non                  | Oui                        |
| Windows Server 2003 | Oui                  | Non                  | Non                        |
| Windows Vista       | Oui                  | Oui                  | Oui                        |
| Windows Server 2008 | Oui,                 | Oui                  | Non                        |
| Windows 7           | Oui                  | Oui                  | Oui                        |
| Windows 8           | Oui                  | Oui                  | Oui                        |
| Windows Server 2012 | Oui                  | Oui                  | Non                        |
| Windows 8.1         | Oui                  | Oui                  | Oui                        |
| Windows 10          | Oui                  | Oui                  | Oui                        |

### Office
|             | Activation au détail | Activation en volume | Restrictions géographiques |
| ----------- | -------------------- | -------------------- | -------------------------- |
| Office XP   | Oui                  | Non                  | Non                        |
| Office 2003 | Oui                  | Non                  | Non                        |
| Office 2007 | Oui                  | Non                  | Non                        |
| Office 2010 | Oui                  | Oui                  | Oui                        |
| Office 2013 | Oui                  | Oui                  | Oui                        |
| Office 2016 | Oui                  | Oui                  | Oui                        |

## Critiques
Bien que Microsoft affirme que l'activation des produits Microsoft est à l'avantage des consommateurs, car il permet à Microsoft de produire des logiciels de plus haute qualité, l'activation a néanmoins été critiquée quant à sa conception et à sa mise en œuvre, à son efficacité pour arrêter le piratage et au respect des droits de la vie privée.
Par exemple, au cours du développement de Windows XP, les testeurs bêta ont vivement critiqué l'introduction de l'activation du produit, notamment parce qu'un changement dans le matériel informatique nécessitait une reactivation.
Ken Fischer de Ars Technica a questionné l'efficacité de l'activation pour arrêter le piratage, indiquant que si les utilisateurs d'ordinateurs occasionnels seraient stoppés, il serait « fou de penser que quelqu'un ne trouvera pas un moyen de briser cette chose ».
Dave Wilson, chroniqueur technologique au Los Angeles Times, décrit l'activation comme « juste un autre exemple d'un monopole rapace abusant des utilisateurs d'ordinateurs qui sont impuissants à faire quoi que ce soit à ce sujet ». Il croit aussi que le système n'aura pas « d'effets significatifs sur les pirates professionnels ».
Fred Lang de InformationWeek (en), en se référant à la transmission d'informations sur le matériel lors de l'activation, a déclaré que « de nombreux utilisateurs sont outrés de ce niveau de surveillance, d'intrusion et de contrôle par Microsoft ».
Enfin, le Dr Cyrus Peikari et Seth Fogie, consultants en sécurité, considèrent l'activation comme « hostile à la fois à la vie privée et à la dignité humaine ».
D'autres experts ont défendu l'utilisation de l'activation par Microsoft. Le Harrison Group, un cabinet d'études de marché, a mené une étude parrainée par Microsoft en 2011 illustrant que les ordinateurs exécutant des versions activées du logiciel Windows étaient en moyenne 50 % plus rapides que leurs homologues piratés. Le groupe a conclu que les utilisateurs de produits Microsoft authentiques reçoivent finalement des performances supérieures alors que les utilisateurs de produits contrefaits sont sujets à des problèmes de sécurité et de perte de productivité.
Fully Licensed GmbH, un développeur de la technologie de gestion des droits numériques, tout en critiquant Microsoft d'être trop vague sur la nature des informations envoyées par l'ordinateur lors de l'activation, a néanmoins conclu que l'activation n'est pas particulièrement intrusive et ne viole pas de manière significative la vie privée.

## Violation de brevet
L'activation de produit Microsoft a été critiquée à plusieurs reprises pour violation de droit des brevets. En 2006, Microsoft a dû payer 142 millions $ à z4 Technologies pour atteinte à un brevet d'activation de produit, alors qu'en 2009 Microsoft a été condamnée à payer 388 millions $ à Uniloc (en) pour violation de brevets dans l'activation des produits Windows XP, Office XP et Windows Server 2003,.

## Contournement de l'activation
L'activation de produit Microsoft a été brisée ou contournée à de nombreuses reprises depuis son introduction en 2001.
Dès 2001, une société de sécurité du Royaume-Uni appelée Bit Arts a réussi à contourner l'activation de Windows XP.
En 2003, des clés de licence de volume pour Windows XP ont été divulguées au public, ce qui permet aux utilisateurs qui n'avaient pas acheté une licence de volume pour le système d'exploitation de contourner l'activation.
En 2009, plusieurs failles dans Windows 7 ont été utilisées par les pirates pour contourner l'activation,.
Depuis l'introduction de Windows Vista, la plupart des tentatives de contournement de l'activation se sont concentrées sur l'utilisation de clés System Locked Pre-installation (SLP) rendues publiques illégalement et d'information BIOS utilisée par les fabricants d'équipement d'origine pour préactiver Windows.
En 2007, une mesure de contournement pour Windows Vista a été développée par le groupe warez Paradox. La mesure de contournement simule le BIOS, permettant à qu'une clé System Locked Pre-installation (SLP) rendue publique illégalement soit introduire dans le système d'exploitation sans passer par l'activation. En 2009, les clés SLP et les informations sur les certificats pour Windows 7 ont été divulguées illégalement, ce qui permet de reconfigurer le BIOS pour contourner l'activation.